# Pachtoúri
Pachtoúri är en ort i Grekland.   Den ligger i prefekturen Trikala och regionen Thessalien, i den centrala delen av landet, 270 km nordväst om huvudstaden Aten. Pachtoúri ligger 978 meter över havet och antalet invånare är 193.
Terrängen runt Pachtoúri är bergig åt nordväst, men åt sydost är den kuperad. Runt Pachtoúri är det mycket glesbefolkat, med 6 invånare per kvadratkilometer. Närmaste större samhälle är Theodóriana, 5,8 km sydväst om Pachtoúri. Omgivningarna runt Pachtoúri är en mosaik av jordbruksmark och naturlig växtlighet.